# Бузански, Енё
Е́нё Буза́нски (венг. Buzánszky Jenő; 4 мая 1925, Домбовар — 11 января 2015, Эстергом) — венгерский футболист, защитник сборной Венгрии.

## Биография
Был последним из живущих футболистов легендарной венгерской «золотой команды», которую тренировал Густав Шебеш. Также оказался единственным, кто представлял не команду из Будапешта, а клуб «Дорог» из одноименного города, за который отыграл 274 матча в первенстве страны,
Являлся одной из ключевых фигур команды, которая выиграла золото летней Олимпиады в Хельсинки (1952), а годом позже выиграла Кубок стран Центральной Европы. Также принял участие в легендарных поединках против сборной Англии (6:3 и 7:1) и выступал на чемпионате мира в Швейцарии (1954), на котором венгры дошли до финала, где уступили команде ФРГ.
По завершении игровой карьеры в 1960 г. приступил к тренерской работе. Трижды возглавлял клуб «Дороги», долгое время (1972—1985) был его техническим директором. Позже (1993) вошёл в президентский совет Венгерской футбольной федерации (ВФФ). В 1996 г. был избран её вице-президентом. Избирался президентом футбольной ассоциации Комаром-Эстергома (1993—1997).
В его честь назван стадион ФК «Дороги».
В декабре 1953 года награждён орденом Труда «за достижения в области футбола и ряд одержанных побед» и за победу над сборной Англии в выездной товарищеской игре.

## Достижения
- Олимпийский чемпион: 1952
- Вице-чемпион мира: 1954
- Обладатель Кубка Центральной Европы: 1953